# Aage Høy-Petersen
Aage Høy-Petersen (4 de noviembre de 1898-29 de diciembre de 1967) fue un deportista danés que compitió en vela en la clase 6 Metre. Participó en dos Juegos Olímpicos de Verano en los años 1924 y 1928, obteniendo una medalla de plata en Ámsterdam 1928 en la clase 6 Metre.

## Palmarés internacional
| Juegos Olímpicos | Juegos Olímpicos         | Juegos Olímpicos | Juegos Olímpicos |
| Año              | Lugar                    | Medalla          | Clase            |
| ---------------- | ------------------------ | ---------------- | ---------------- |
| 1928             | Ámsterdam (Países Bajos) | Medalla de plata | 6 Metre          |